# Williams FW08
La Williams FW08 è una vettura di Formula 1 che ha gareggiato nella stagione 1982, vincendo il titolo piloti con il finlandese Keke Rosberg. L'altro pilota in scuderia fu Derek Daly. Una versione aggiornata della vettura, la FW08C, corse 14 Gran Premi nel stagione 1983 con Rosberg, Jacques Laffite e Jonathan Palmer.

## Sviluppo
Progettata da Patrick Head e Frank Dernie, la Williams FW08 era la naturale evoluzione della vincente FW07, da cui si differenzia principalmente per un passo accorciato e un telaio monoscocca a sandwich in alluminio, rinforzato per meglio sopportare i maggiori carichi aerodinamici.
Durante i test nella galleria del vento dell'Imperial College vennero registrate efficienze aerodinamiche massime di 8, ovvero per ogni unità di resistenza aerodinamica venivano generate 8 unità di forza deportante. Nel corso della stagione 1982 la FW08 gareggiò spesso senza ala anteriore, non necessaria grazie all'elevato carico aerodinamico generato dal canale Venturi.
La vettura è stata l'ultima monoposto a vincere un mondiale spinta dal Ford Cosworth DFV V8 (i motori turbo già spopolavano).

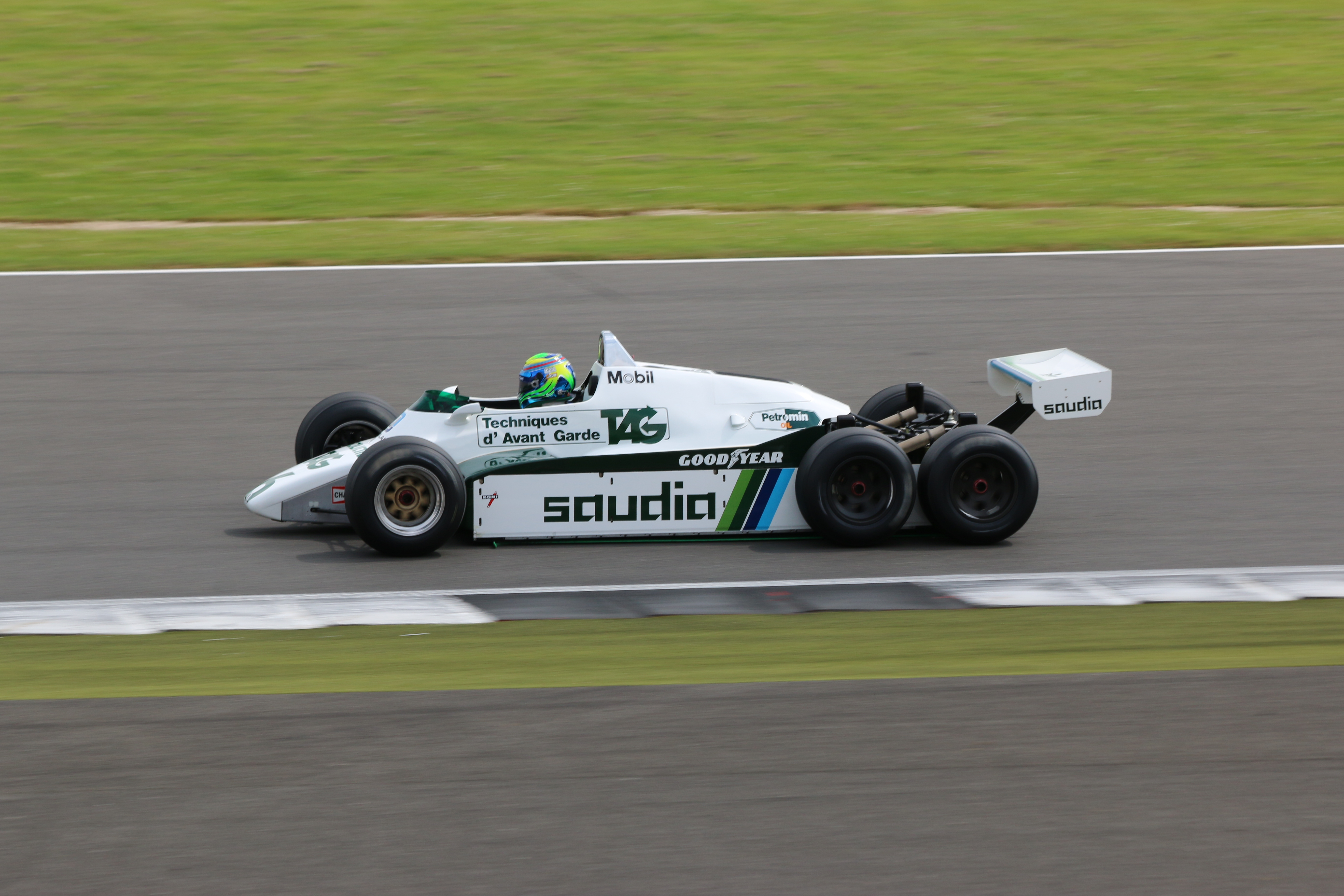
Felipe Massa alla guida della FW08B a Silverstone nel 2017

La FW08B fu un prototipo a 6 ruote, due anteriori e quattro motrici posteriori, derivato dalla FW07D che venne bandito prima di potere gareggiare perché la FOCA temeva che una simile soluzione, concepita per favorire lo scorrimento dei flussi d'aria sotto la vettura e diminuire la resistenza all'avanzamento mediante la riduzione della sezione frontale delle grosse ruote posteriori usate fino ad allora, avrebbe causato difficoltà durante i pit stop e avrebbe fatto aumentare i costi. In seguito la FIA limitò il numero di ruote a quattro, di cui solo due motrici.

## Le stagioni

### 1982
Il mondiale 1982 fu uno dei più anomali della storia della Formula 1 con il finlandese Keke Rosberg che vinse il titolo piloti pur vincendo una sola gara su 16 Gran Premi disputati e con soli 44 punti all'attivo.
Il campionato iniziò tra le diatribe tra la FISA (all'epoca "filiale sportiva" della FIA) e alcuni costruttori inglesi rappresentati dalla FOCA. Il culmine della diatriba viene raggiunto a Imola per il GP di San Marino dove la totalità delle squadre inglesi, ad eccezione della Toleman della Tyrrell per un riguardo al suo pilota italiano Michele Alboreto e ad alcuni sponsor italiani, boicottò l'evento per protesta. Al successivo Gran Premio del Belgio la FW08 fece il suo debutto, sostituendo la FW07C impiegata fino ad allora; a partire dallo stesso GP l'irlandese Derek Daly sostituì Mario Andretti, impegnato nel CART.

Daly alla guida della FW08 al Gran Premio d'Italia

Ma il mondiale fu soprattutto segnato dalla sfortuna che colpì la Ferrari. La vettura italiana sembrava la favorita per il titolo, grazie al suo motore turbo, ma prima vide perire tragicamente il suo pilota di punta Gilles Villeneuve durante le qualifiche del GP del Belgio, poi dovette rinunciare al francese Didier Pironi, che fu vittima di un altro spaventoso incidente al GP di Germania, mentre si trovava nettamente in testa al mondiale.
La Williams e Rosberg riuscirono a spuntarla grazie alla costanza e alla sola vittoria al GP di Svizzera, a tre secondi posti, di cui due con la FW08, e a due terzi posti. Questo mentre la Renault, altro team con il motore turbo, soffrì di gravi problemi di affidabilità e le altre squadre con motore aspirato (in primis Alfa Romeo e Ligier) furono molto meno competitive e regolari. Il campione uscente Nelson Piquet e la sua Brabham invece soffrirono il passaggio a metà stagione dal motore aspirato Cosworth all'acerbo motore BMW Turbo.
Per il team inglese è il secondo titolo in tre anni e la riconferma ai vertici.

### 1983
Nel 1983 la FISA decide, dopo le tragedie accadute e sfiorate del 1982 (la morte di Villeneuve e Riccardo Paletti, gli incidenti di Pironi ed altri ancora) di modificare i regolamenti: eliminazione delle minigonne, obbligo del fondo piatto, riduzione in larghezza degli alettoni posteriori, creazione di una struttura deformabile davanti ai piedi del pilota.

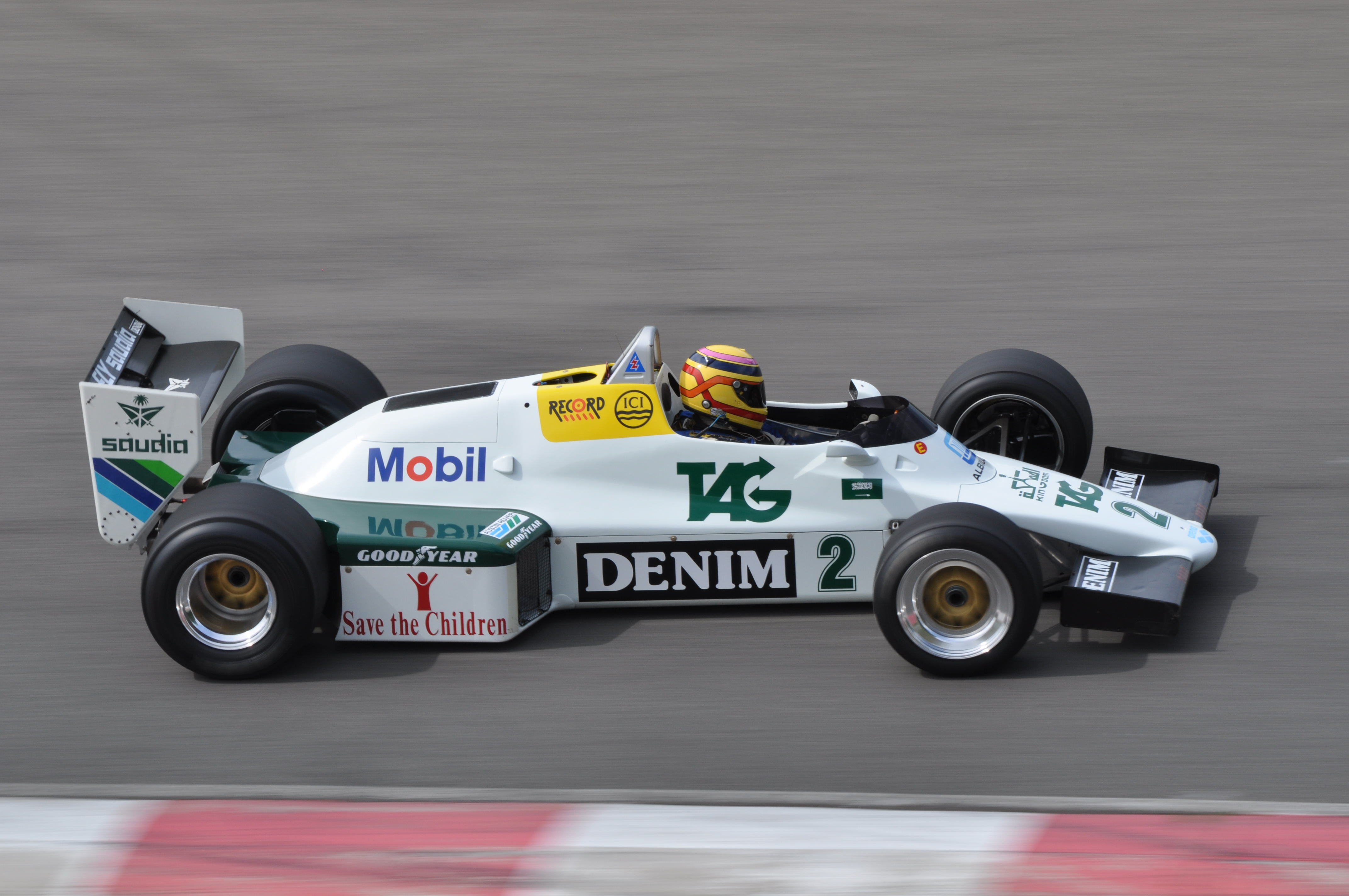
Williams FW08C

La FW08 venne aggiornata per prendere parte alla stagione 1983 con il nome di FW08C. Oltre ad adottare le modifiche legate all'eliminazione dell'effetto suolo, come l'aumento della superficie delle ali e l'adozione di pance concentrate verso l'asse posteriore, e il fondo piatto, richiesti dal regolamento entrato in vigore nella stagione, la vettura non venne praticamente sviluppata perché il team era concentrato nella progettazione della futura vettura. Per sostituire Derek Daly, passato al CART, venne ingaggiato Jacques Laffite.
La stagione 1983 si aprì con una pole position di Rosberg in Brasile, l'ultima ottenuta da un motore Cosworth DFV; il finlandese concluse la gara al secondo posto ma venne squalificato per essere ripartito a spinta dopo un pit stop. Nell'aprile 1983 Rosberg vinse la Race of Champions, gara non valida per il mondiale, al volante della FW08C, e al Gran Premio di Monaco il team ottenne la sua unica vittoria della stagione.
Il 19 luglio 1983 la FW08C divenne la prima vettura di Formula 1 guidata da Ayrton Senna, che svolse dei test al circuito di Donington Park. La Williams non fu in grado di offrire un contratto a Senna in quanto Rosberg e Laffite erano già sotto contratto per la stagione 1984 e il brasiliano firmò successivamente con la Toleman.
Al Gran Premio di Gran Bretagna la Williams schierò una terza FW08C guidata da Jonathan Palmer, che concluse tredicesimo in quello che fu l'ultimo Gran Premio disputato dalla FW08C: al successivo GP del Sudafrica la vettura fu infatti sostituita dalla FW09 motorizzata Honda che sarebbe stata usata nella successiva stagione.

## In Formula 3000
Nel 1985 un paio di vetture appositamente costruite furono cedute dalla Williams alla PMC Motorsport per essere usate nella nuova Formula 3000, erede della F2, nata per "riciclare" i motori Cosworth da 3000 cm³.
I risultati furono modesti poiché le vecchie F1 risultano assai meno competitive delle leggere ed agili vetture March e Ralt appositamente costruite per la F3000 o derivate dalle Formula 2. L'unico piazzamento di rilievo fu un terzo posto di Lamberto Leoni a Pau. I piloti Leoni e Tassin lasceranno la squadra prima della fine del campionato.

## Risultati in Formula 1
| Anno | Team                     | Motore            | Gomme | Piloti  |  |  |  |  |     |     |   |     |   |     |   |     |     |   |     |   | Punti | Pos. |
| ---- | ------------------------ | ----------------- | ----- | ------- |  |  |  |  | --- | --- | - | --- | - | --- | - | --- | --- | - | --- | - | ----- | ---- |
| 1982 | TAG Williams Racing Team | Ford Cosworth DFV | G     | Daly    |  |  |  |  | Rit | 6   | 5 | 7   | 5 | 5   | 7 | Rit | Rit | 9 | Rit | 6 | 58    | 4º   |
| 1982 | TAG Williams Racing Team | Ford Cosworth DFV | G     | Rosberg |  |  |  |  | 2   | Rit | 4 | Rit | 3 | Rit | 5 | 3   | 2   | 1 | 8   | 5 | 58    | 4º   |

| Anno | Team                     | Motore            | Gomme | Piloti  |    |     |   |   |     |   |   |     |    |    |     |     |    |     |  | Punti | Pos. |
| ---- | ------------------------ | ----------------- | ----- | ------- | -- | --- | - | - | --- | - | - | --- | -- | -- | --- | --- | -- | --- |  | ----- | ---- |
| 1983 | TAG Williams Racing Team | Ford Cosworth DFV | G     | Rosberg | SQ | Rit | 5 | 4 | 1   | 5 | 2 | 4   | 11 | 10 | 8   | Rit | 11 | Rit |  | 36    | 4º   |
| 1983 | TAG Williams Racing Team | Ford Cosworth DFV | G     | Laffite | 4  | 4   | 6 | 7 | Rit | 6 | 5 | Rit | 12 | 6  | Rit | Rit | NQ | NQ  |  | 36    | 4º   |
| 1983 | TAG Williams Racing Team | Ford Cosworth DFV | G     | Palmer  |    |     |   |   |     |   |   |     |    |    |     |     |    | 13  |  | 36    | 4º   |

| Legenda | 1º posto     | 2º posto | 3º posto    | A punti         | Senza punti/Non class.  | Grassetto – Pole position Corsivo – Giro più veloce |
| Legenda | Squalificato | Ritirato | Non partito | Non qualificato | Solo prove/Terzo pilota | Grassetto – Pole position Corsivo – Giro più veloce |